# Notiphilides erga
Notiphilides erga är en mångfotingart som beskrevs av Chamberlin 1950. Notiphilides erga ingår i släktet Notiphilides och familjen kamjordkrypare.
Artens utbredningsområde är Puerto Rico. Inga underarter finns listade i Catalogue of Life.